# The Child's Eye
The Child's Eye (童眼) es una película de terror de 2010 de Hong Kong por los hermanos Pang. La película tiene lugar en 2008 en Bangkok, donde seis se encuentran en el Hotel Tai Chung. Después de Rainie (Rainie Yang) ve a un fantasma femenino y Ling (Elanne Kwong) encuentra una mano sin cuerpo, se encuentran con que, si bien en la cena, los tres hombres que llegaron con haber desaparecido. 
Rainie lleva a las niñas a encontrar a sus amigos.
The Child's Eye se estrenó el 4 de septiembre de 2010 en el Festival de Cine de Venecia, por lo que es la primera película de terror en 3D de Hong Kong. La película ha recibido críticas negativas toma nota de la calidad del guion películas.

## Trama
En Bangkok, seis jóvenes de vacaciones se encuentran varados en un aeropuerto debido a un motín. Un conductor que lleva al Hotel Tai Chung, a cargo de Chuen (Lam Ka-tung), donde Rainie (Rainie Yang) ve a un fantasma femenino y Ling (Elanne Kwong) encuentra una mano flotando tratando de agarrarla. Mientras que en la cena los tres hombres desaparecen. Rainie lleva a las niñas con la ayuda del hombre y el fantasma lo ve perro pequeño Huang, ya que quiere encontrar en los subterráneos pasajes en el hotel donde se encuentran con el fantasma de la mujer y un extraño monstruo que es realmente un híbrido humano perro.a

## Reparto
- Rainie Yang como Rainie. La pareja romántica de Lok. Ellos están a punto de romper.
- Elanne Kwong como Ling. La hermana de Rex.
- Lam Ka-tung como Chuen. El propietario del hotel.
- Jo Koo como la esposa de Chuen.
- Ciwi Lam como Ciwi. La novia de Hei.
- Jeremy Tsui como Hei, el novio de Ciwi
- Ho Rex como Rex. El hermano de Ling.
- Shawn Yue como Lok.  la romántica pareja de Rainie.

## Producción
Debido al éxito de Viaje al centro de la Tierra y Bolt, fue la idea de producir The Child's Eye en 3D. The Child's Eye es la primera película de terror oriental en 3D.la producción se disparó por completo en 3-D y en alta definición.El Director Danny Pang dijo que cuando "fui a ver a los 3-D de las películas de Hollywood la primera oportunidad que tenemos ... La tecnología de 3-D película es Ahora bien desarrollado lo suficiente para nosotros para tratar de aplicar nuestro estilo de terror.

## Lanzamiento
La película se estrenó fuera de concurso en el Festival de Cine de Venecia el 4 de septiembre de 2010. Fue lanzado en Hong Kong el 14 de octubre de 2010.  Los clips para promocionar la película se muestra en Ocean Park de Hong Kong antes de su lanzamiento.